# Municipi de Herning
El municipi de Herning és un municipi danès que va ser creat l'1 de gener del 2007 com a part de la Reforma Municipal Danesa, integrant els antics municipis d'Aulum-Haderup, Trehøj i Aaskov amb el de Herning. El municipi és situat al centre de la península de Jutlàndia, a la Regió de Midtjylland i abasta una superfície de 1.323 km².
La ciutat més important i seu administrativa del municipi és a Herning (45.470 habitants el 2009). Altres poblacions del municipi:
- Arnborg
- Aulum
- Fasterholt
- Gullestrup
- Haderup
- Havnstrup
- Hodsager
- Høgild
- Ilskov
- Kibæk
- Kølkær
- Nørre Kollund
- Ørnhøj
- Simmelkær
- Sinding
- Skarrild
- Skibbild
- Sønder Felding
- Sørvad
- Stakroge
- Studsgård
- Sunds
- Timring
- Vildbjerg
- Vind

## Consell municipal
Resultats de les eleccions del 18 de novembre del 2009:
| Partit                       | vots  | % vots |
| ---------------------------- | ----- | ------ |
| Socialdemokratiet            | 5660  | 12,4   |
| Det Radikale Venstre         | 2402  | 5,2    |
| Det Konservative Folkeparti  | 1133  | 2,5    |
| Socialistisk Folkeparti      | 3963  | 8,7    |
| Kristendemokraterne          | 1952  | 4,3    |
| Dansk Folkeparti             | 2174  | 4,7    |
| Venstre                      | 28279 | 61,8   |
| Enhedslisten - De Rød-Grønne | 210   | 0,5    |

### Alcaldes
| Alcalde     | Període               | Partit  |
| ----------- | --------------------- | ------- |
| Lars Krarup | 1-1-2007 a 31-12-2009 | Venstre |
|             | 1-1-2010 a ----       |         |